# Hiroto Muraoka
Hiroto Muraoka (19. září 1931, Tokio – 13. března 2017, Tokio) byl japonský fotbalista.

## Klubová kariéra
Hrával za Kyodai Club.

## Reprezentační kariéra
Hiroto Muraoka odehrál za japonský národní tým v roce 1954 celkem 2 reprezentační utkání.

## Statistiky
| Japonsko | Japonsko | Japonsko |
| Roky     | Záp.     | Góly     |
| -------- | -------- | -------- |
| 1954     | 2        | 0        |
| Celkem   | 2        | 0        |